# Роська (село)
Ро́ська (укр. Роська, до 2024 года — Пе́рше Тра́вня (укр. Перше Травня) — село на Украине, в Тетиевской городской общине Белоцерковского района Киевской области.
В ходе декоммунизации село было переименовано в Роська. 

## Этимология
19 сентября 2024 года Верховная Рада поддержала переименование села Перше Травня в Роська. Новое название дано в честь одноименной реки. 26 сентября 2024 года переименование вступило в силу.

## Физико-географическая характеристика
Расположен на левом берегу реки Роська (приток Роси) в 14 км к западу от города Тетиев.
Площадь 0,295 км²

## История
До 9 апреля 2009 года село входило в состав Дзвинячского сельского совета с кодом 3224682803

## Население
Население по переписи 2001 года составляло 1 человек.

## Местная власть
09801, Київська обл., Білоцерківський р-н, м. Тетіїв  (укр.)

## Примечание
1. 1 2  Постановление Верховой рады Украины от 19 сентября 2024 года № 3984-IX «Про переименование отдельных населённых пунктов и районов» (укр.). zakon.rada.gov.ua (19 сентября 2024). Дата обращения: 9 июня 2025.